# 4e méridien est
Pour les articles homonymes, voir 4e méridien.
En géographie, le 4e méridien est est le méridien joignant les points de la surface de la Terre dont la longitude est égale à 4° est.

## Géographie

### Dimensions
Comme tous les autres méridiens, la longueur du 4e méridien correspond à une demi-circonférence terrestre, soit 20 003,932 km. Au niveau de l'équateur, il est distant du méridien de Greenwich de 445 km,.
Avec le 176e méridien ouest, il forme un grand cercle passant par les pôles géographiques terrestres.

### Régions traversées
En commençant par le pôle Nord et descendant vers le sud au pôle Sud, Le 4e méridien est passe par:
| Coordonnées         | Pays, Territoire ou Mer | Notes |
| ------------------- | ----------------------- | --- |
| 90° 00′ N, 4° 00′ E | Océan Arctique          | |
| 81° 25′ N, 4° 00′ E | Océan Atlantique        | |
| 61° 00′ N, 4° 00′ E | Mer du Nord             | |
| 51° 50′ N, 4° 00′ E | Pays-Bas                | Îles de Goeree-Overflakkee et Schouwen-Duiveland Presqu'îles de Tholen et Beveland-du-Sud Flandre zélandaise |
| 51° 14′ N, 4° 00′ E | Belgique                | |
| 50° 21′ N, 4° 00′ E | France                  | Passe juste à l'ouest de Reims (at 49° 16′ N, 4° 02′ E)                                                      |
| 43° 33′ N, 4° 00′ E | Mer Méditerranée        | |
| 40° 04′ N, 4° 00′ E | Espagne                 | Île de Minorque                                                                                              |
| 39° 55′ N, 4° 00′ E | Mer Méditerranée        | |
| 36° 54′ N, 4° 00′ E | Algérie                 | |
| 19° 05′ N, 4° 00′ E | Mali                    | |
| 16° 06′ N, 4° 00′ E | Niger                   | Sur environ 8 km                                                                                             |
| 16° 01′ N, 4° 00′ E | Mali                    | Sur environ 5 km                                                                                             |
| 15° 59′ N, 4° 00′ E | Niger                   | |
| 12° 51′ N, 4° 00′ E | Nigeria                 | |
| 6° 25′ N, 4° 00′ E  | Océan Atlantique        | |
| 60° 00′ S, 4° 00′ E | Océan Austral           | |
| 70° 03′ S, 4° 00′ E | Antarctique             | Terre de la Reine-Maud, revendiquée par la Norvège                                                           |